# Cephaloleia donckieri
Cephaloleia donckieri es un coleóptero de la familia Chrysomelidae.
Fue descrita científicamente en 1926 por Pic.